# Zimní spartakiáda národů SSSR 1962
I. zimní spartakiáda národů SSSR se konala v březnu 1962 ve Sverdlovsku, Bakuriani a Leningradu. Včetně kvalifikací se spartakiády zúčastnilo 10 milionů sovětských sportovců. Závěrečné části soutěže ve Sverdlovsku se zúčastnilo asi 1000 sportovců z 10 sovětských republik, 400 sportovců získalo titul mistra sportu SSSR. Šampion Spartakiády zároveň obdržel titul Šampion SSSR. Zahajovací a závěrečný ceremoniál se konal na Centrálním stadionu ve Sverdlovsku. V hodnocení týmů vyhrál tým Moskvy.

## Sporty

### Rychlobruslení
Rychlobruslení se konalo na Centrálním stadionu ve Sverdlovsku, kde vítězství vybojovali Jevgenij Grišin (Moskva, ozbrojené síly) na vzdálenostech 500 a 1500 m, s výsledky 41,4 s a 2:14), Viktor Kosičkin (Moskva, Dynamo) na vzdálenosti 5000 m, 7:59,4), Kazimir Rusak (RSFSR, Trud) na vzdálenosti 10000 m, 18:06,9), Inga Voroninová (Moskva, Dynamo, třikrát na 500, 1000 a 1500 m, 46,6 s, 1:37,3 a 2:30,2), Lidija Skoblikovová a Lija Ljapunovová (obě RSFSR, Trydovyje rezervy) dělili první místo časem 5:34,8.

### Klasické lyžování
Klasické lyžování se konalo v Uktusských horách na Středním Urale. Zvítězil Alevtin Kolčin na vzdálenosti 10 km časem 35:32 a M. Gusakovová. Na vzdálenosti 30 km s hromadným startem zvítězil Iva Utrobin (Moskva) o čtyři sekundy před Jevgenijem Rudkovským

### Sjezdové lyžování
Sjezdové lyžování se konalo v Bakuriani v Gruzii. V mužích zvítězil ve sjezdu Gennadij Čertiščev (Sverdlovsk), v obřím slalomu Vladimir Rumjancev (Kirovsk) a ve slalomu překvapivě Ibragim Džangabekov (Bakuriani), když favorité Aleksandr Filatov a Boris Kartašov spadli. V ženách zvítězila ve sjezdu Korzuchinová

### Krasobruslení
Krasobruslení se konalo v Leningradu a zvítězili Valerij Meškov (Moskva), Tamara Bratusová (Leningrad) a Ljudmila Bělousovová s Olegem Protopopovem (Leningrad).

### Lední hokej
Lední hokej se hrál ve Sverdlovsku a zvítězil tým Moskvy, před týmy RSFSR a Leningradu.